# Xaparrillo
Xaparrillo (?,?) fou un compositor català que visqué al segle xix.
Es conserva una missa de Rèquiem a 3 veus del darrer quart del segle xix que es pot trobar a l’arxiu de la Catedral-Basílica del Sant Esperit de Terrassa. En el títol hi és afegit "y el celeberrimo/ Dr Mostaza" amb una lletra més petita i a la signatura hi posa "C. de Gotholaunia". Sembla que es tractin de pseudònims.